# 小笠原元枝
小笠原 元枝（おがさわら もとしげ）は、戦国時代から江戸時代初期にかけての武将。毛利氏に属した石見小笠原氏の重臣。父は小笠原長雄。

## 生涯
石見国の国人・石見小笠原氏の14代当主である小笠原長雄の次男として生まれる。初めは祖父である小笠原長徳と同名の「長徳」と名乗っていたが、毛利輝元から「元」の偏諱を賜り、「元枝」と改名した。改名した正確な時期は不明であるが、天正8年（1580年）8月に書かれた石見小笠原氏重臣の連署起請文に「元枝」と署名をしているため、改名時期はこれ以前である。
元枝は五人張りの強弓使いだったと伝えられ、病弱だった兄・長旌に代わって天正8年（1580年）頃から石見小笠原氏の家政を執り行う。石見国三原徳森に居住し、丸山城の二の丸を預かった。
天正7年（1579年）12月、長旌と共に三原郷八幡宮を修復して「武明八幡宮」と命名し、天正8年（1580年）や天正11年（1583年）等に度々寄進を行った。
天正8年（1580年）、石見小笠原氏の重臣たちが吉川元春の三男・経言（後の広家）を小笠原長旌の養子とするよう要請した書状に、元枝も名を連ねている。なお、その要請は輝元の反対により成立しなかった。また、小笠原長扶と連署での書状がいくつか残されており、天正10年（1582年）11月3日には平田雅楽助に、天正11年（1583年）1月19日には横道式部少輔に坪付状を発給している。
長旌に後継となる男子が不在であったため、長旌の娘・千代姫を元枝の次男・長親に嫁がせて後継とし、元枝をその後見と定めた。同時に長旌に実子が生まれた際にはその実子を後継とすると定めていたため、天正19年（1591年）に長旌の実子・千代童丸が生まれると、千代童丸が長旌の後継となった。しかし千代童丸は翌年に早世し、再度長親が後継となった。同時に石見小笠原氏は輝元の命により、出雲国神門郡神西に移封となる。
慶長5年（1600年）に毛利氏が防長二国に減封されると石見小笠原氏は暇を与えられ、元枝は慶長9年（1604年）6月20日に出雲国神宮で死去した。